# Курицин, Михаил Сергеевич
Михаи́л Серге́евич Ку́рицин (иногда ошибочно указывается как Ку́рицын, 19 сентября 2000, Пермь) — российский дартсмен. Трёхкратный чемпион России. Победитель и призёр всероссийских и международных соревнований. Мастер спорта России (2016).

## Биография

### Юниорский уровень
Воспитанник спортивной школы «Закамск». Первые достижения пришли к нему в 11 лет, когда Курицин стал победителем первенства Приволжского федерального округа.
В 2013 году вошёл в состав юниорской сборной России и принял участие в чемпионате Европы по электронному дартсу. Вместе с Ильёй Волохиным, Сергеем Гончаровым и Тиграном Мгдесяном дошёл до четвертьфинала в командном разряде. Спустя год выиграл первенство Европы среди юношей не старше 15 лет.
В 2017 году занял третье место на юниорском первенстве Европы среди дартсменов не старше 17 лет.
Был участником отбора на молодёжный чемпионат мира PDC.

### Взрослый уровень
В 2014 году стал чемпионом России в миксте. Вместе с ним золото завоевали Кирилл Фадеев и Марина Кучева.
В 2016 году выиграл командный чемпионат России в составе сборной Пермского края. Его однокомандниками были Кирилл Фадеев, Ринат Хазеев, Алексей Качиони и Андрей Носков.
В 2018 году вместе с Кириллом Фадеевым повторил успех в миксте — на этот раз в их команде была Наталья Фефилова из Ижевска.

## Достижения

### Микст
- Чемпион России (2014, 2018)

### Командные
- Чемпион России (2016)